# Morten Kjeldsen
Morten "rockM" Kjeldsen (født 28. november 1961), er en dansk musiker og komponist. Har indspillet og turneret med en lang række af rock'n'roll-musikkens pionerer, bl.a. TCB Band, Wanda Jackson, Scotty Moore, The Jordanaires, Bob Moore, Linda Gail Lewis, Stan Urban, Narvel Felts, King Size Taylor og Tony Sheridan. Medlem af orkestrene The Alligators og Frank Rubino.